# ¡Atención obras!
¡Atención obras! es un programa de televisión de España emitido, desde 2013, por la cadena pública La 2 de TVE.

## Formato
Se trata de un magazine divulgativo dedicado a repasar la actualidad cultural española en el ámbito de las artes escénicas: teatro, música y danza. El programa combina entrvistas con reportajes y opinión. El espacio venía a sustituir a otros programas especializados que desparecieron como Programa de mano, Mi reino por un caballo y Miradas 2.

## Presentación
Desde su estreno el espacio ha estado presentado por la actriz y periodista Cayetana Guillén Cuervo. Durante unos meses desde noviembre de 2019 fue sustituida en esa labor por el también periodista cultural Carlos del Amor.

## Equipo
Entre los colaboradores y periodistas especializados se incluyen Chema Conesa, Tomás Fernando Flores, El Chojin, Efraín Bernal, Machús Osinaga, Eva Luna y Arantxa Vela.

## Invitados
Entre muchos otros, han pasado por el programa los siguientes artistas:
- Adriana Ozores
- Ainhoa Arteta
- Aitana Sánchez-Gijón
- Alaska
- Albert Boadella
- Albert Pla
- Alberto San Juan
- Álex de la Iglesia
- Álex O'Dogherty
- Alfredo Sanzol
- Alicia Borrachero
- Alicia Hermida
- Almudena Grandes
- Ana Belén
- Ana Diosdado
- Ana Milán
- Ana Torrent
- Ana Wagener
- Anabel Alonso
- Andrés Lima
- Ángel Ruiz
- Antonia San Juan
- Antonio de la Torre
- Antonio Resines
- Ariadna Gil
- Ariel Rot
- Armando del Río
- Arturo Fernández
- Asier Etxeandia
- Asunción Balaguer
- Bárbara Lennie
- Beatriz Carvajal
- Belén Rueda
- Blanca Portillo
- Candela Peña
- Carlos Hipólito
- Carlos Saura
- Carme Elías
- Carmelo Gómez
- Carmen Conesa
- Carmen Machi
- Charo López
- Christina Rosenvinge
- Clara Lago
- Concha Velasco
- Coque Malla
- Críspulo Cabezas
- Cristina Castaño
- Dani Rovira
- Daniel Guzmán
- Daniel Muriel
- Daniel Sánchez Arévalo
- Diego Martín
- Edu Soto
- Eduard Fernández
- Eduardo Arroyo
- Eduardo Noriega
- Elena Anaya
- Elvira Lindo
- Emilio Gutiérrez Caba
- Enrique Bunbury
- Ernesto Alterio
- Ernesto Caballero
- Fele Martínez
- Fernando Cayo
- Fernando Guillén Cuervo
- Fernando Trueba
- Fran Perea
- Gabino Diego
- Gerardo Vera
- Ginés García Millán
- Gonzalo de Castro
- Gorka Otxoa
- Guillermo Fesser
- Helena Pimenta
- Hugo Silva
- Icíar Bollaín
- Imanol Arias
- Irene Escolar
- Isabel Coixet
- Israel Elejalde
- Javier Cámara
- Javier Fesser
- Javier Gutiérrez
- Joaquín Reyes
- Jorge Bosch
- Jorge Drexler
- José Carlos Plaza
- José Luis Cuerda
- José Luis Garci
- José Sacristán
- José Sanchis Sinisterra
- Josep Maria Flotats
- Josep Maria Pou
- Juan Carlos Pérez de la Fuente
- Juan Carlos Rubio
- Juan Diego
- Juan Diego Botto
- Juan Echanove
- Juan José Ballesta
- Juan Luis Cano
- Juan Mayorga
- Juanjo Artero
- Juanma Bajo Ulloa
- Julia Gutiérrez Caba
- Julieta Serrano
- Karra Elejalde
- Kiti Mánver
- Leonor Watling
- Lluís Homar
- Lola Baldrich
- Lola Herrera
- Lolita Flores
- Luis Merlo
- Magüi Mira
- Malena Alterio
- Manuel Galiana
- Marc Martínez
- María Garralón
- Maribel Verdú
- Mario Gas
- Mario Vargas Llosa
- Marisa Paredes
- Marta Belaustegui
- Marta Etura
- Martirio
- Miguel del Arco
- Miguel Poveda
- Miguel Rellán
- Najwa Nimri
- Nancho Novo
- Natalia Dicenta
- Natalia Millán
- Nathalie Poza
- Núria Espert
- Olivia Molina
- Oriol Pla
- Paco León
- Paco Mir
- Pasión Vega
- Pepe Viyuela
- Pepón Nieto
- Pere Ponce
- Rafael Álvarez 'El Brujo'
- Raúl Arévalo
- Ricardo Gómez
- Roberto Álvarez
- Roberto Enríquez
- Rosa María Sardà
- Rossy de Palma
- Rozalén
- Sara Baras
- Secun de la Rosa
- Sergio Peris-Mencheta
- Silvia Abril
- Silvia Marsó
- Sílvia Munt
- Sol Picó
- Sole Giménez
- Sonsoles Benedicto
- Tamzin Townsend
- Terele Pávez
- Tristán Ulloa
- Verónica Echegui
- Verónica Forqué
- Vicky Peña
- Víctor Clavijo
- Victoria Vera